# 이리스 베르벤
이리스 베르벤(독일어: Iris Berben, 1950년 8월 12일 ~ )은 독일의 배우이다. 덱스터 플레처 감독의 영화 《독수리 에디》(2016)에서 페트라 역으로 출연했다. 2010년 브루노 간츠와 공동으로 독일 영화 아카데미 회장으로 선출되었다.

## 출연 작품
- 슬픔의 삼각형 (2022) - 테레세 역
- 하이 소사이어티 (2017)
- 쇼 왓 유 러브 (2016)
- 독수리 에디 (2016)
- 앨키 앨키 (2015)
- 미스 식스티 (2014)
- 더 데이 윌 컴 (2009)
- 부덴브루크가의 사람들 (2008)
- 서든리 지나 (2007)
- 장벽 - 베를린 61년 (2006)
- 코드 레드 (1997)
- 킬러 콘돔 (1996)
- 꼬마 돼지 레옹 (1995)
- 아프트 연애 대소동 (1984)
- 꼼빠네로스 (1970)